# Carlina Pereira
Carlina Fontes Pereira est une militante, femme politique cap-verdienne et une figure éminente au sein du mouvement d'indépendance du pays pendant l'ère coloniale portugaise. Après l'indépendance, elle est devenue la première dame du Cap-Vert lors de la présidence de son mari, Aristides Pereira.

## Biographie
Elle a épousé Aristides Pereira, le futur président du Cap-Vert. Pendant les années 1960, elle a déménagé du Cap-Vert portugais à Conakry, en Guinée, où son mari, un autre membre du Parti africain pour l'indépendance de la Guinée et du Cap-Vert, vivait déjà en exil.
Carlina Pereira est devenue la première Première Dame du Cap-Vert en 1975 après que le pays ait déclaré son indépendance vis-à-vis du Portugal. Elle a également été élue présidente honoraire de l'Organisation des femmes capverdiennes (OMCV) au cours de la même période. Pereira a occupé le poste de première dame de 1975 à 1991, date à laquelle le président Pereira a quitté ses fonctions. Elle a été remplacée dans ce rôle par la deuxième première dame du Cap-Vert, Tuna Mascarenhas.
Carlina et Aristides Pereira ont tous deux souffert d'une santé déclinante au cours de leurs dernières années,. Carlina Pereira est tombée malade avec une maladie de longue durée à partir de 2009. En 2010, elle a été transportée au Portugal pour un traitement médical. Elle est retournée au Cap-Vert en juin 2011, car elle souhaitait passer sa vie restante chez elle dans le quartier de Prainha à Praia.
L'ancien président Aristides Pereira est décédé au Portugal le 22 septembre 2011 à la suite de complications liées au diabète et à la chirurgie pour réparer un fémur cassé. Carila Pereira, en mauvaise santé, est morte trois mois plus tard, le 11 décembre 2011, à Praia, au Cap-Vert, à l'âge de 85 ans. Elle a eu deux filles, Estela Maria Pereira et Manuela Pereira.